# Monasterio de Santa María la Real (Bormujos)

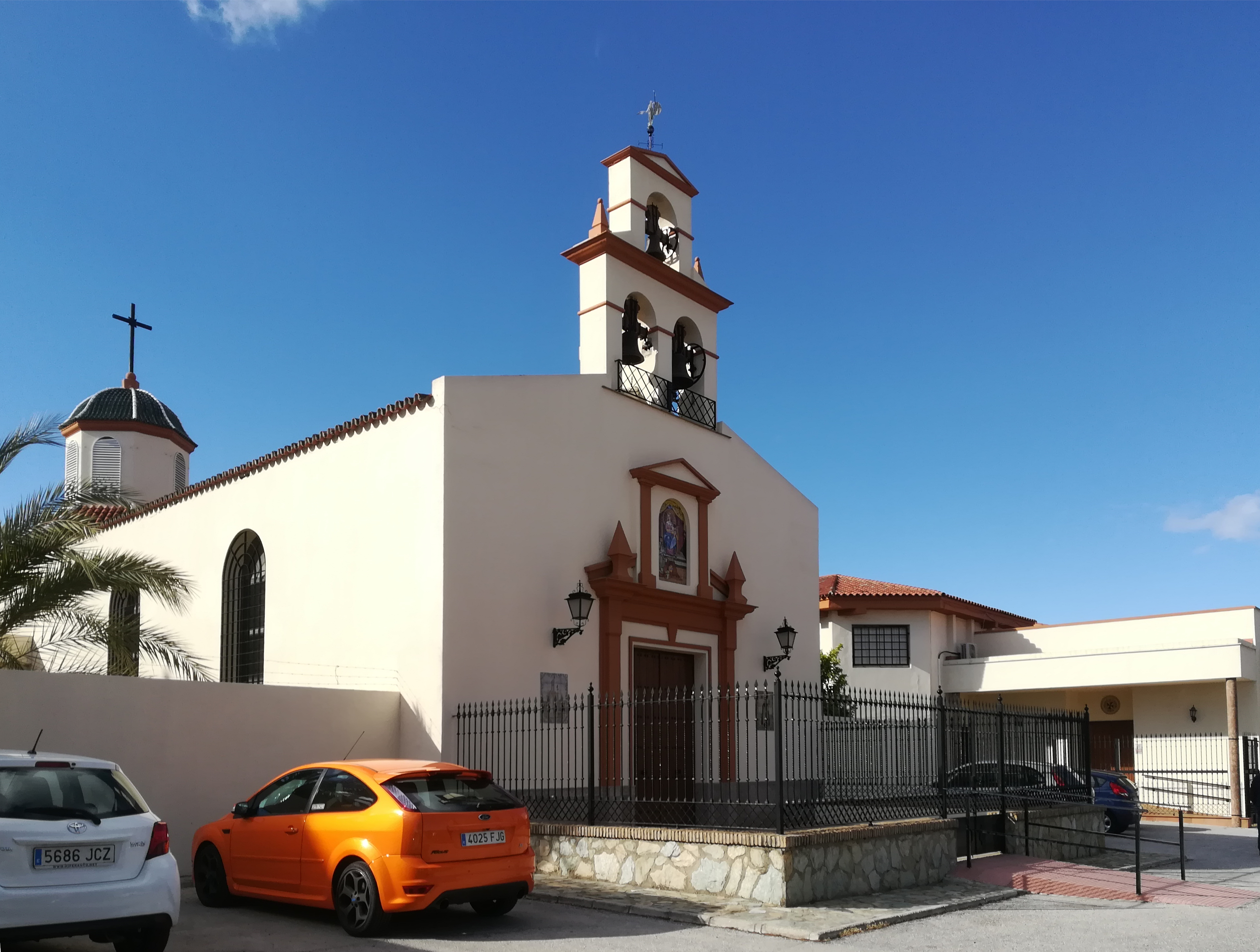
Iglesia y Monasterio de Santa María la Real en Bormujos.

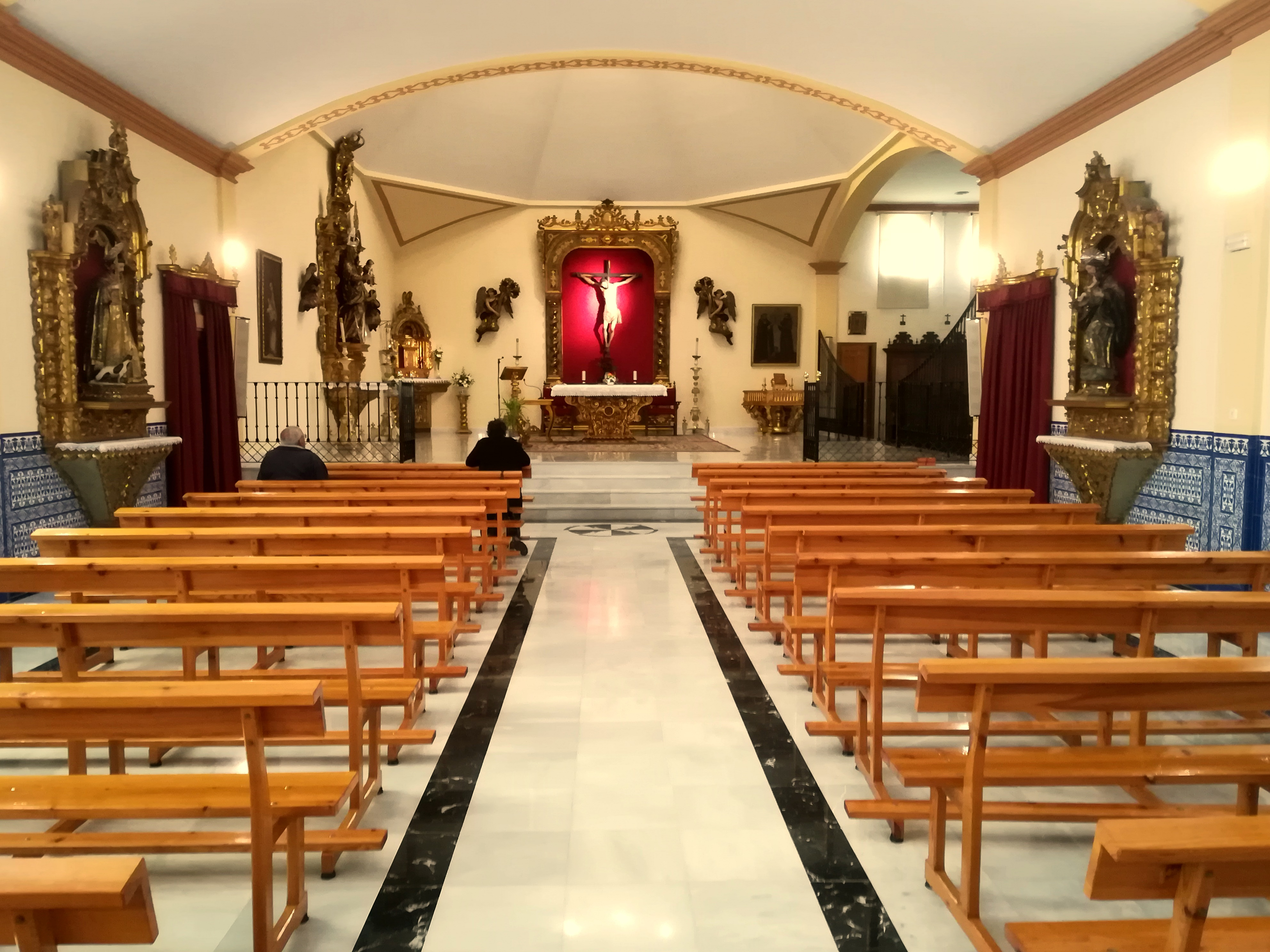
Interior de la Iglesia del Monasterio de Santa María la Real en Bormujos.

El Monasterio de Santa María la Real, de monjas dominicas, fue fundado en 1409 en Sevilla. En 1976 se trasladaron a Bormujos, provincia de Sevilla, Andalucía, España.

## Historia

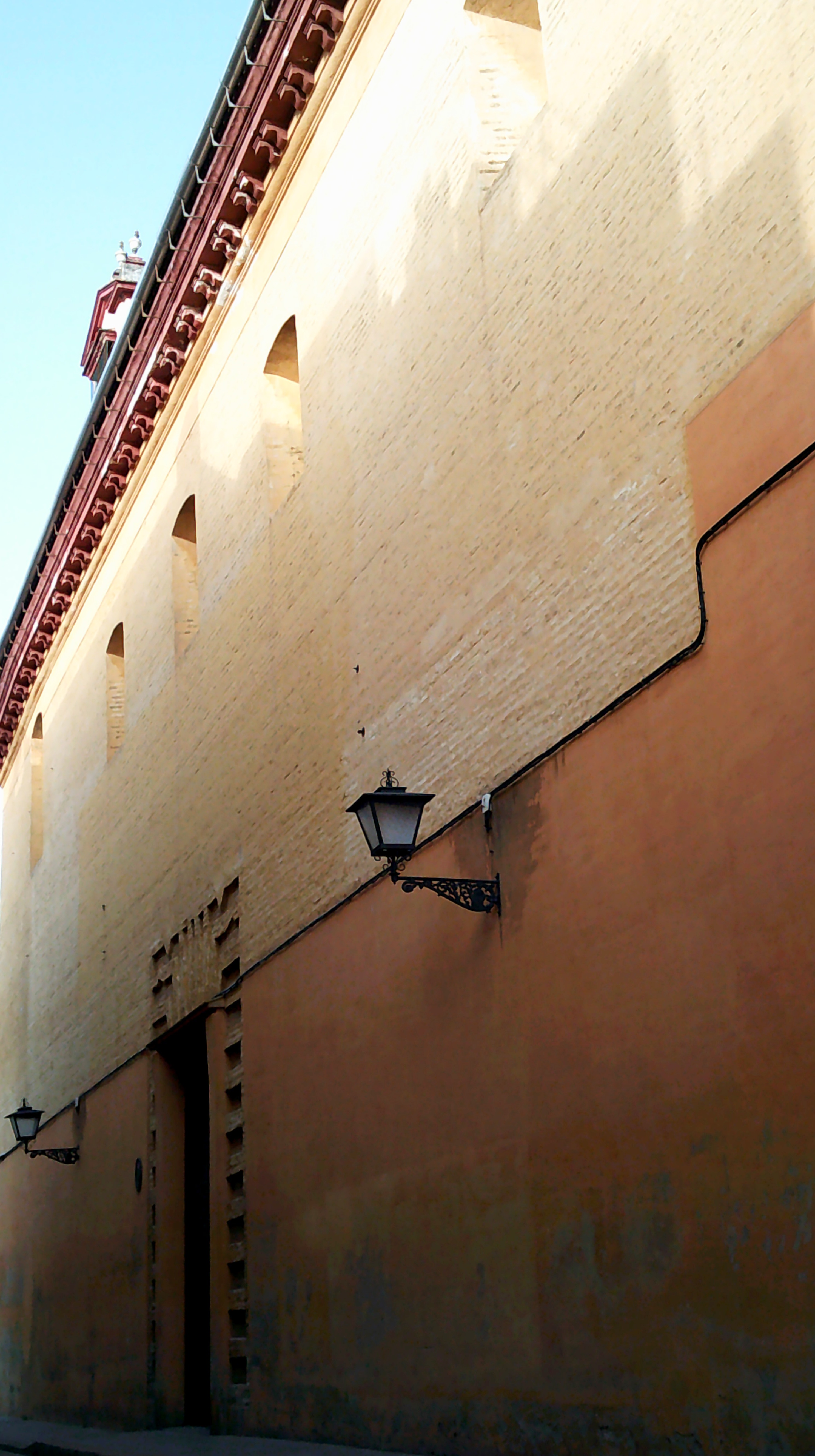
Iglesia de Santa María la Real en Sevilla.

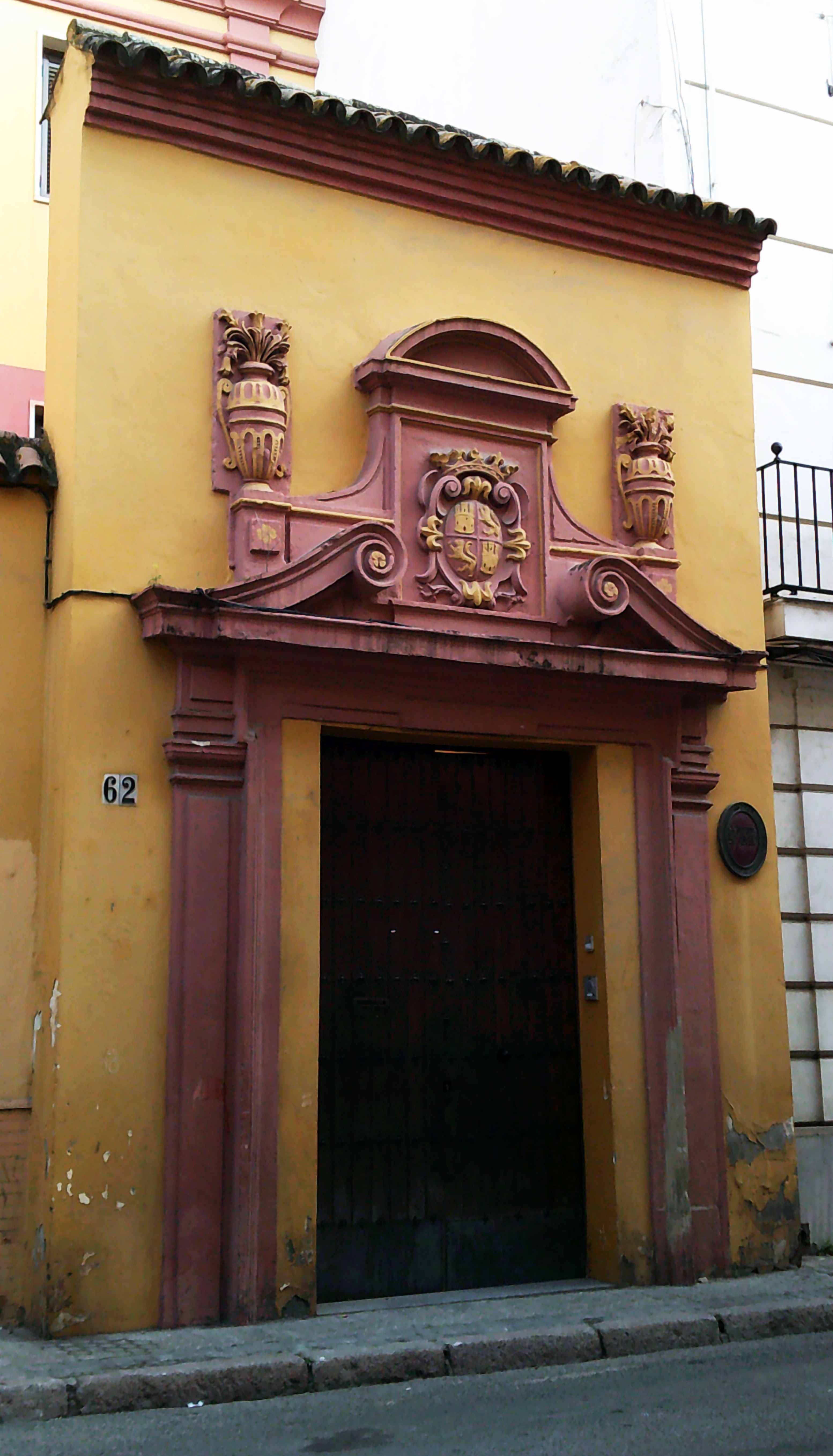
Puerta del antiguo Monasterio de Santa María la Real en Sevilla.

Fue fundado el 13 de diciembre de 1409 por una mujer conocida como María la Pobre. Lo formaron monjas dominicas contemplativas. Tenía su sede en la calle San Vicente. En 1511 se fusionó con la congregación del Convento del Valle, siendo arzobispo Diego de Deza.
El Convento de Santa María de Gracia, de dominicas, fue desamortizado en 1837 y sus religiosas se trasladaron a este.
Debido a la Revolución de 1868 las dominicas se trasladaron al Convento de Santa Clara. Regresaron a su convento siete años después.
En 1939 el edificio necesitaba ser restaurado y vendieron parte del inmueble para reparar la parte restante. El 20 de junio de 1972 se fusionaron con el Convento de Santa María de los Reyes. En 1974, debido al mal estado del monasterio, decidieron trasladarse a otro lugar. Construyeron un nuevo edificio en Bormujos, provincia de Sevilla. Se instalaron en su nueva sede en 1976.
El 5 de abril de 1992 se fusionaron con el Convento de Santa Catalina de Osuna.
En 1992 los frailes dominicos se instalaron en el antiguo monasterio de la calle San Vicente. El edificio fue restaurado y se lo bautizó como Convento de Santo Tomás de Aquino, por ser el nombre de otro antiguo convento de dominicos sevillano.

## Descripción
Tiene un coro con decoración geométrica de mediados del siglo XVII. En la pared hay un sagrario de madera dorada de la segunda mitad del siglo XVI. A la izquierda hay una Virgen del Rosario del siglo XVIII y en el lado derecho hay un crucificado a tamaño natural del siglo XVI. También alberga una imagen de Santo Domingo del siglo XVIII. También puede destacarse un lienzo de Santa Teresa del siglo XVII.
En la parte alta del monasterio hay un salón con diversas piezas de valor artístico, como un Juan Bautista de Juan de Mesa, una Piedad de Cristóbal Ramos, un San Miguel Arcángel de la segunda mitad del siglo XVIII y una pintura de la Inmaculada de la escuela madrileña de mediados del siglo XVIII.
En el interior del monasterio se halla igualmente el lienzo de Santa Catalina de Siena ante el papa Urbano VI, obra de juventud de Francisco de Herrera el Mozo.